# Vřesník (Želiv)
Ves Vřesník (německy Wresnik) se nachází v okrese Pelhřimov asi dva kilometry východně od Želiva, ke které jako část obce patří. Město Humpolec je osm kilometrů daleko a Pelhřimov přibližně patnáct kilometrů. Žije zde 103 obyvatel.

## Historie
První písemná zmínka o Vřesníku pochází z roku 1226 (Wreznik patřil k majetku želivského kláštera). Počet čísel popisných v roce 2022 je 49 (končí číslem 96).

## Přírodní poměry
Nadmořská výška činí 500 metrů. Nedaleko vsi protéká řeka Želivka. V blízkosti jsou vodní nádrže (vyrovnávací nádrž Vřesník zvaná Malá přehrada postavená v letech 1925–1928; Velká Sedlická přehrada; přehradní nádrž Trnávka s umělým kanálem pro slalom a rafty).

## Služby
Ve vsi je Magistrátem hlavního města Prahy zřízena škola v přírodě, využívaná převážně pro žáky pražských mateřských škol. Využívána je také pro letní pobyty (tábory). V areálu školy je zřízena stáj pro chov poníků.

## Osobnosti
Ve Vřesníku se dne 17. června 1923 narodila řeholnice sestra Akvinela, vlastním jménem Ludmila Loskotová (zemřela dne 10. listopadu 2007), zakladatelka Domova svaté Rodiny a nositelka státního vyznamenání Medaile Za zásluhy o Českou republiku z roku 2000.